# Gerhard z Kunštátu
Gerhard z Kunštátu byl moravský šlechtic z rodu pánů z Kunštátu. 

## Život
Jeho otec není bezpečně znám. Gerhardův děd – Kuna ze Zbraslavi a Kunštátu, měl totiž tři syny a pouze v případě Bočka I. z Jevišovic je zřejmé, že založil jevišovickou větev. Gerhardův otec tak mohl být buď Bohuše nebo Kuna z Kunštátu.
Poprvé se Gerhard z Kunštátu uvádí v listinách roku 1318, v diplomatickém materiálu se uvádí roku 1322. Pohyboval se ve vysoké politice českého království i moravského markrabství. V letech 1326–1327 byl brněnským a znojemským komorníkem. Ve stejných funkcích působil i od roku 1337 až do své smrti v roce 1350. Proč byl na 10 let v komornických funkcích nahrazen Artlebem z Boskovic není známo. Z titulu své funkce připravoval reformu evidence nemovitostí a asistoval při zápisech v zemských deskách.
Gerhard po sobě zanechal pět synů, kteří se dožili dospělosti a založili nové, na sobě nezávisle se vyvíjející větve pánů z Kunštátu, a čtyři dcery.

## Gerhardovi synové
- Smil z Kunštátu (1349–1353) – zakladatel kunštátské větve, která byla dříve nesprávně nazývána jako bouzovská
- Boček z Kunštátu a Poděbrad (1350–1373) – založil poděbradskou větev
- Kuna z Kunštátu a Lysic (1351–1365) – zakladatel lysické větve
- Vilém z Kunštátu a Boleradic (1350–1371) – založil boleradicko-loučskou větev
- Hroch z Kunštátu a Louček (1350–1367) – loučská větev, po úmrtí jeho jediného syna dědili boleradičtí